# Gävernitz (Priestewitz)
Gävernitz ist ein Ortsteil der Gemeinde Priestewitz im Landkreis Meißen in Sachsen.

## Geografie und Verkehrsanbindung

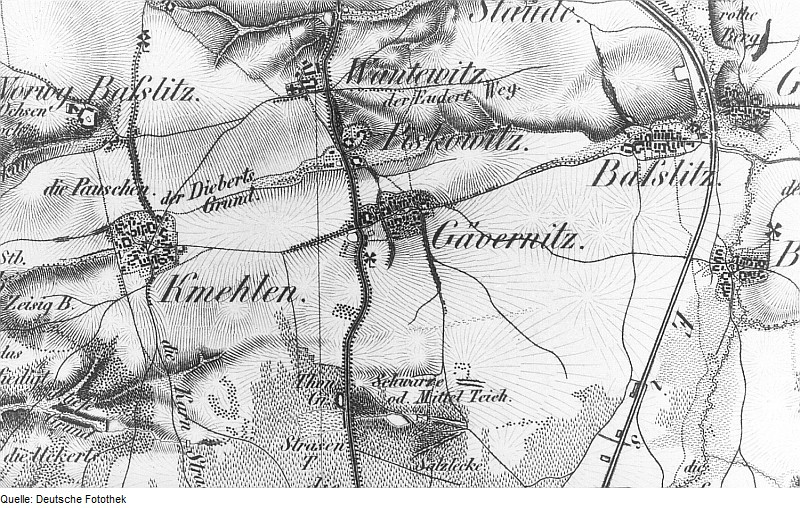
Gävernitz auf einer aus dem Jahre 1841 stammenden Landkarte

Der Ort liegt etwa sieben Kilometer südlich des Kernortes Priestewitz an der Kreisstraße K 8553. Die B 101 verläuft am westlichen Ortsrand. Nordwestlich erstreckt sich das Naturschutzgebiet Seußlitzer Grund. Weiter westlich fließt die Elbe. Drei Buslinien verbinden Gävernitz unter anderem mit Meißen, Priestewitz und Großenhain.

## Geschichte

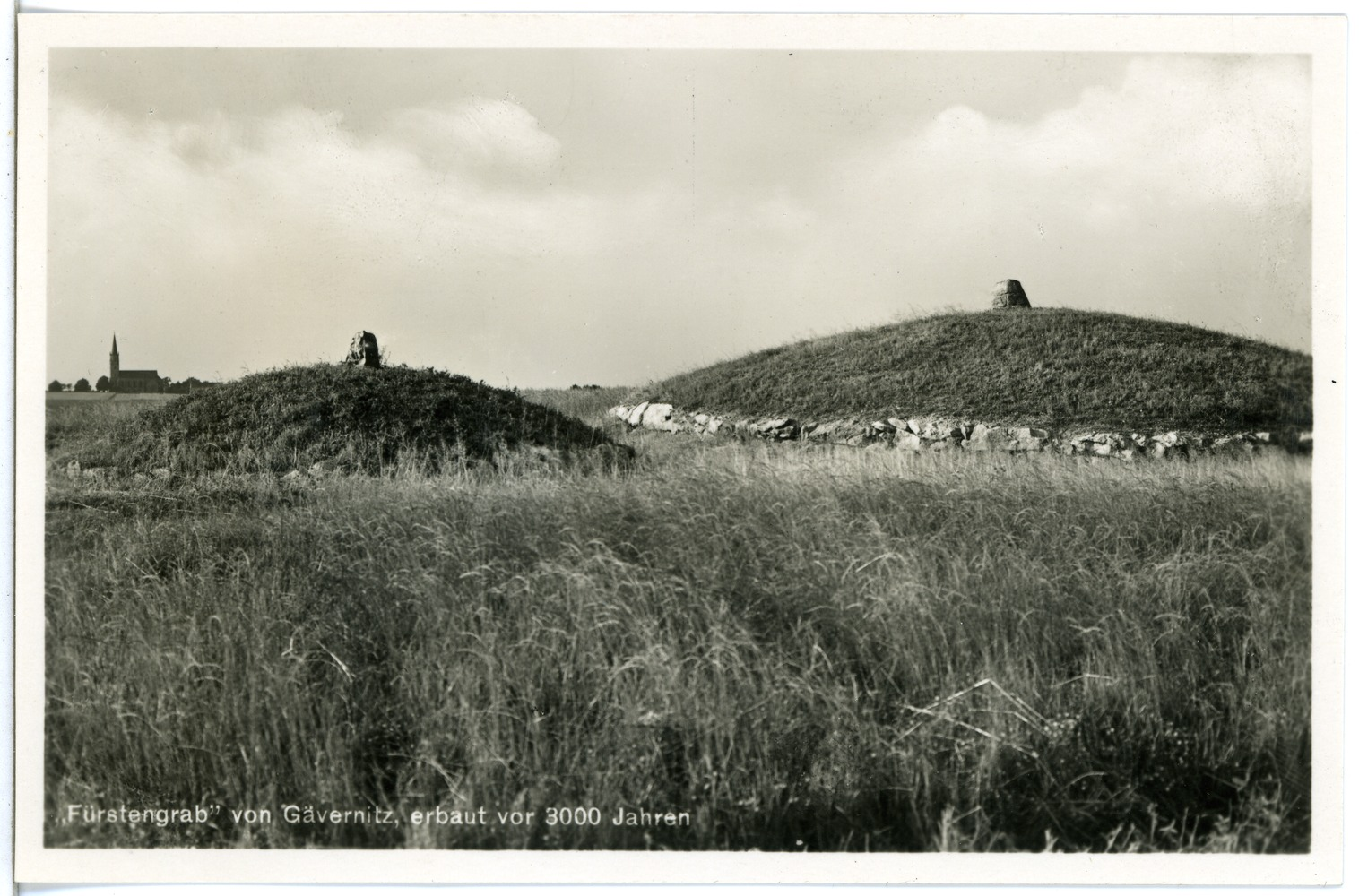
Die von Gotthard Neumann errichteten Grabhügel auf einer Ansichtskarte des Meißner Kunstverlags Brück & Sohn (1932).

Erste Spuren menschlicher Besiedlung gibt es in Gävernitz bereits aus der Bronzezeit. Bei Gävernitz handelt es sich ursprünglich wohl um eine slawische Gründung. Urkundlich erstmals erwähnt wurde der Ort dann schließlich im Jahre 1205 als Jarwirnitz. Der Ortsname wird als Siedlung am/im Ahornbusch gedeutet. Weitere Formen des Ortsnamens waren im Laufe der Zeit: Jauwernitz (1205), Jawirnitz (1316), Jauwernicz (1378), Gauwernicz (1406), Gaberiz (1540), Geberiz (1540), Gaüernitz (1551), Geberitz (1555), Gahrnitz (1556) und Gävernis (1587).
Im Laufe der Jahrhunderte gab es einige Besitzerwechsel. Im Jahre 1378 war der Ort noch der Burg Hayn untertänig, im Jahre 1547 der Meißner Fürstenschule zugehörig und kurz darauf der Rat zu Hayn. Kirchlich war der Ort, welcher 1406 eine Größe von 13 Hufen umfasste, nach Wantewitz seit 1540 eingemeindet und auch die Kinder des Dorfes besuchten die dortige Schule.
Im Jahr 1930 schuf der Prähistoriker Gotthard Neumann (1902–1972) nach der Ausgrabung von zwei Grabhügeln der jüngeren Bronzezeit (Lausitzer Kultur) in Gävernitz ein archäologisches Freilichtmuseum mit einer Rekonstruktion der beiden Hügel.
Am 1. Januar 1950 wurde die bisher eigenständige Gemeinde Wantewitz eingegliedert.
Am 1. Januar 1973 wurden Gävernitz und Kmehlen zu der Gemeinde Kmehlen-Gävernitz zusammengeschlossen. Seit dem 1. Januar 1994 gehört Gävernitz zur Gemeinde Priestewitz.

## Kultur und Sehenswürdigkeiten

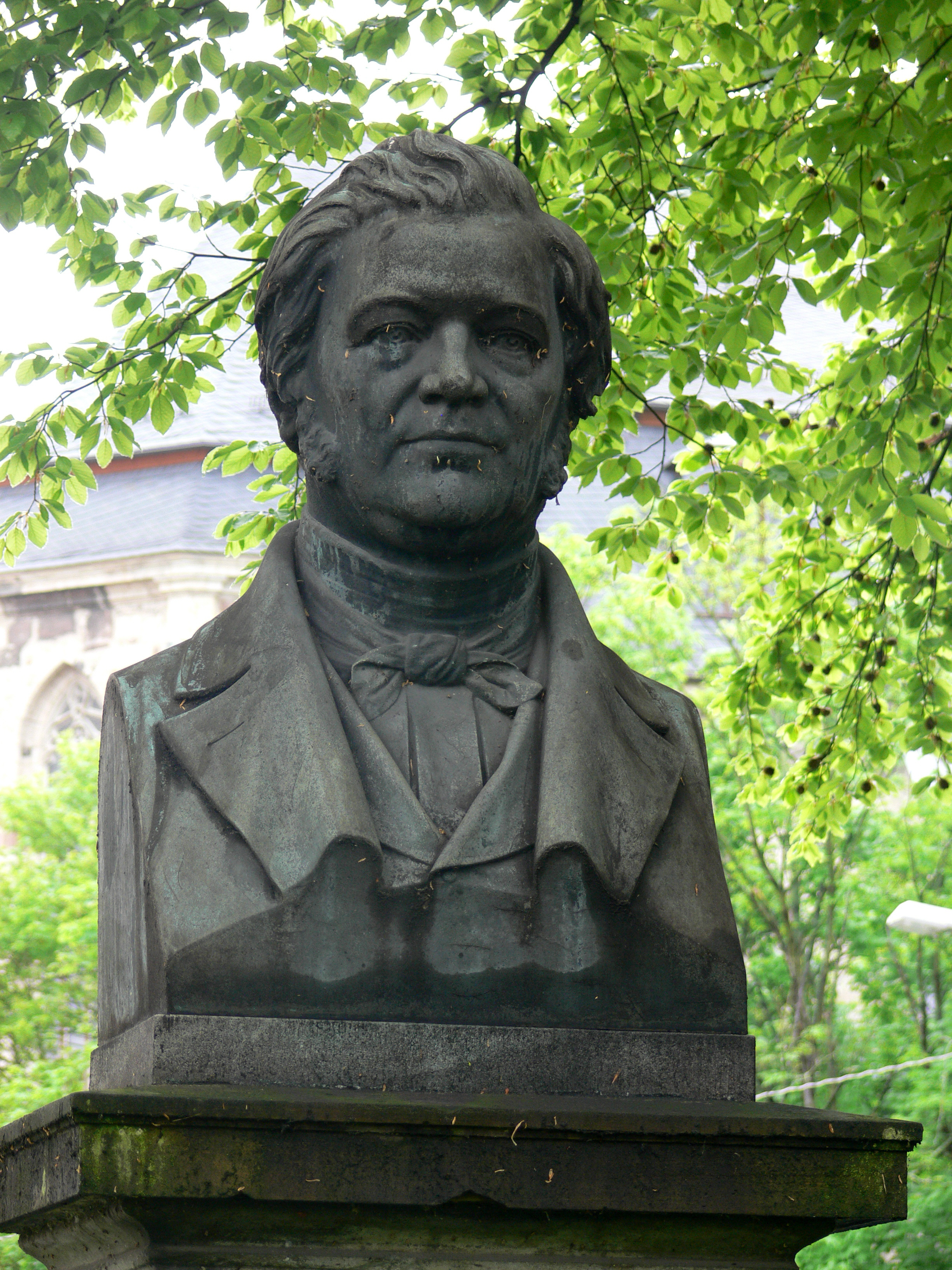
F.-G.-Schulze-Denkmal in Jena

In der örtlichen Denkmalliste sind mehrere historische Denkmäler und Gebäude verzeichnet. Unter Denkmalschutz steht hier unter anderem das mit mehreren Kumthallen versehene Seitengebäude eines Vierseitenhofes aus der zweiten Hälfte des 19. Jahrhunderts. Dabei handelt es sich um einen massiven zweigeschossigen Putzbau mit Satteldach. Eine der Kumthallen ist vierjochig ausgeführt und gilt von ihrer Bauweise her als selten. Daneben sind hier noch zwei weitere dreijochige Kumthallen zu finden.
Weiters gelten im Ort ein Transformatorenhäuschen aus der ersten Hälfte des 20. Jahrhunderts und zwei historische Wegesteine als Baudenkmäler.
Die bekannteste Sehenswürdigkeit in Gävernitz sind allerdings die beiden bronzezeitlichen Hügelgräber, welche ab 1928 entdeckt und wenig später rekonstruiert wurden. Im Juni 2022 eröffnete auf dem Areal der „Archäologiepark Gävernitz“, welcher das Erbe des in den 1930er und 1940er Jahren existierenden Freilichtmuseums aufgreifen und fortführen soll. 
Aktive Vereine sind die 1945 begründete Ortsgruppe der Freiwilligen Feuerwehr und der Gävernitzer Seniorenverein.

## Persönlichkeiten
- Friedrich Gottlob Schulze (* 1795 in Obergävernitz; † 1860 in Jena), Landwirt, Nationalökonom und Hochschullehrer
- Sebastian Fischer (* 1981), Politiker (CDU), wohnt in Gävernitz